# Norges Lotteforbund
Norges Lotteforbund är en norsk frivilligorganisation inom totalförsvaret som ursprungligen endast var öppen för kvinnor. Den grundades den 19 mars 1928 av Jacobine Rye under namnet Norske Kvinners Frivillige Verneplikt och fick sitt nuvarande namn efter andra världskriget. Sedan 2019 är organisationen öppen för både män och kvinnor.
Organisationen bildades efter mönster från den finska Lotta Svärd-organisationen för att norska kvinnor i en krigssituation skulle kunna överta de arbeten som normalt utfördes av männen. 
År 1940 fanns det 53 lokalföreningar  med totalt 16 000 lottor, men 1943 upplöstes  organisationen av tyskarna. Den återskapades 1945 och två år senare skrev Lotteforbundet och Norges hemvärn ett avtal om samarbete.  
I början fokuserade lottorna på att göra det så trevligt som möjligt för soldaterna. Man ordnade toalett- och badfaciliteter, utbildade kockar och kökspersonal och möblerade millitära anläggningar. 
Nuförtiden deltar de i hemvärnets övningar, både som stridande och som medföljande personal i uniform men utan vapen.
Förbundet stöds av staten och får bidrag till bland annat administration, värvningskampanjer och utbildning av lottor och  frivilliga inom hemvärnet. Idag (2018) har Lotteforbundet 15 lokalföreninger med cirka 733 medlemmer.